# Gizmoblin
Gizmoblin は、中村麻由（なかむら まゆ）の飼い猫をモデルとしたオリジナルブランドである。
ブランド名「Gizmoblin（ぎずもぶりん）」は、ペルシャ猫のGizmo♀（ギズモ）とGoblin♂（ゴブリン）の2匹の名前から成る。
ペルシャ猫のギズモGizmo♀（ギズモ  2011年10月11日-）を飼った際、周囲の人に「女の子なのに、名前に濁点が2文字も入っていて可哀想。ネーミングセンスが無い」と言われたことを気にして、2匹目のペルシャ猫を飼った際にも名前に濁点を2文字を使い、Goblin♂（ゴブリン  2012年9月8日-）と名付けた。
ギズモー♀の名前は、映画「グレムリン」より、ギズモと名付けた。
そのことから、キャラクターの名前にも、濁点2文字を使うことをルールとしている。
ただし、グレーの猫だけは例外で、幼児期から祖父母の家で飼われていたアメリカンショートヘアのMimi♀ちゃんにちなんで、濁点が使われていない。
白猫 Goblin（ゴブリン）、黒猫 Gizmo（ギズモ）、茶猫 Bambi（バンビ）、青猫 Gaga（ガガ）、黄猫 Zombi（ゾンビ）、日本猫 Byobu（ビョウブ）、にわとり Gandhi（ガンジー）、熱帯魚 Buddha（ブッダ）、くま Vivo（バイボ）、うさぎ Dadge（ダッヂ）、豚 Baboo（バブー）、犬 Bazz（バズ）、てんとう虫 Radybug（レディバグ）、カモメ Adlib（アドリビ）、蝶々 Bonzo（ボンゾ）、アルパカ Georjin（ジョージン）など、全キャラクターの名前に濁点が2文字入っている。